# Diritto sull'opera cinematografica
Il diritto sull'opera cinematografica in Italia è disciplinato dalla Legge 22 aprile 1941, n. 633 in materia di diritto d'autore. In particolare negli articoli da 44 a 50
Per opera cinematografica s'intende quella creazione intellettuale e artistica che consiste in una serie di immagini che, quando vengono mostrate in successione, danno l’impressione del movimento. Questo tipo di opera è diverso da un semplice “film”, che indica il prodotto industriale, la pellicola impressionata. Perché è considerata un’opera d’arte originale e creativa, che riflette la personalità e lo stile dell’autore. Per essere considerata un’opera cinematografica, l’opera deve essere originale e unica, in modo da poter essere attribuita all’autore specifico.
L'opera cinematografica è protetta da diritto d'autore, tranne che per i film di semplice documentazione (cioè privi di particolare creatività) ai quali si applicano le disposizioni relative ai diritti connessi (diritti sulle fotografie non creative).

## La legge
La legge n. 633 del 22 aprile 1941 è una legge che tutela il diritto d'autore e altri diritti connessi al suo esercizio. Essa protegge le opere dell'ingegno di carattere creativo che appartengono alla letteratura, alla musica, alle arti figurative, all'architettura, al teatro ed alla cinematografia, qualunque ne sia il modo o la forma di espressione.

Sono opere dell'ingegno aventi "carattere creativo", quelle produzioni intellettuali che possiedono i requisiti dell'originalità (in riferimento alla forma espressiva o rappresentativa che deve mostrare l'"impronta della personalità del suo autore") e della novità oggettiva (l'opera risulta oggettivamente unica se univocamente attribuibile a un dato autore). La bellezza di questa definizione, all'apparenza un po' ostica, sta nel suo fine di salvaguardare la libera circolazione di idee, informazioni, opinioni, etc., non sottoponendole ad alcuna restrizione o limitazione di legge, per cui il diritto d'autore tende a regolamentare solo la forma e non già il contenuto delle opere creative, che resta pertanto di libera fruizione sociale.
La legge, infatti,presenta una sezione specifica appositamente per le opere cinematografiche (Sezione III - Opere cinematografiche), che ne disciplina i diritti di utilizzazione economica. Essa comprende gli articoli dal 44 al 50, che trattano argomenti come la titolarità dei diritti sulle opere cinematografiche, la durata dei diritti, il diritto di sincronizzazione e il diritto di distribuzione.
- L'articolo 44 stabilisce che l’autore del soggetto, l’autore della sceneggiatura, l’autore della musica e il direttore artistico sono considerati coautori dell’opera.
- L'articolo 45 stabilisce che l’esercizio dei diritti di utilizzazione economica spetta a chi ha organizzato la produzione dell’opera.
- L'articolo 46 stabilisce che il produttore dell'opera cinematografica ha il diritto esclusivo di sincronizzare l'opera con altre opere protette, come musiche o testi letterari. L'articolo 46-bis stabilisce che il produttore dell'opera cinematografica ha il diritto esclusivo di distribuire l'opera in qualsiasi forma, compresa la vendita o il noleggio.
- L’articolo 47 stabilisce che il produttore ha facoltà di apportare le modifiche necessarie per l’adattamento cinematografico alle opere.
- L’articolo 48 stabilisce che la menzione dei nomi degli autori nella proiezione della pellicola cinematografica, con l’indicazione del loro contributo nell’opera, sia loro diritto.
- L’articolo 49 stabilisce che gli autori delle parti letterarie o musicali dell’opera possono riprodurle o utilizzarle separatamente.
- L’articolo 50 stabilisce che se il produttore non porta a compimento o non fa proiettare l’opera entro tre anni dal giorno della consegna della parte letteraria o musicale, gli autori di queste possono disporre dell’opera stessa liberamente.

## Opera cinematografica come opera complessa
L'opera cinematografica presenta caratteristiche comuni sia alle opere collettive che alle opere composte:
- un'opera collettiva, poiché tutti i contributi creativi (e non) che concorrono alla sua produzione vengono coordinati e profondamente elaborati dal regista, il quale dovrebbe essere individuato come il solo autore dell'opera complessiva, così come peraltro avviene nell'immaginario popolare;
- un'opera composta, in quanto frutto della collaborazione creativa di più soggetti che, essendo di fatto determinanti per il risultato finale, il legislatore ha inteso porre sullo stesso piano di coautorialità;

Dunque per il diritto italiano l'opera cinematografica è un'"opera composta" da:
- Soggetto: opera letteraria, eventualmente derivata da precedente opera letteraria, che svolge argomento e intreccio destinati a essere narrati in forma cinematografica e serve come base per la stesura della sceneggiatura;
- Sceneggiatura: opera del genere drammatico-letterario che indica dettagliatamente e distintamente in quadri, sequenze e piani, gli ambienti, i personaggi, le situazioni e le azioni che dovranno formare oggetto della ripresa cinematografica e contiene altresì il dialogo[4]
- Musica: creata appositamente per essere utilizzata nell'opera cinematografica;
- Regia (Direzione Artistica).

## Costituzione del diritto
Il diritto sull'opera cinematografica nasce con la fissazione della stessa.
Il luogo di prima pubblicazione dell'opera cinematografica è considerato equivalente al luogo di fabbricazione. Questo significa che, indipendentemente dal luogo in cui l'opera viene presentata per la prima volta al pubblico, il luogo di fabbricazione dell'opera è considerato come il luogo di prima pubblicazione ai fini della tutela del diritto d'autore.
Per garantire la protezione del diritto d'autore, esistono degli obblighi di deposito per le opere cinematografiche. In Italia, è necessario depositare una copia dell'opera presso il Ministero per i beni e le attività culturali e il turismo (Mibact), nel Pubblico Registro generale delle opere protette. Questo registro serve a garantire che tutte le opere cinematografiche siano regolarmente depositate e che i diritti d'autore siano rispettati. Fino al 2018, era anche possibile registrare l'opera nel Pubblico Registro Cinematografico istituito presso la SIAE.
Per le opere cinematografiche destinate a essere poste in commercio o cedute a qualunque titolo, è fatto obbligo di apporre un contrassegno SIAE, il cosiddetto "bollino", sul supporto materiale contenente l'opera. Questo serve a garantire che l'opera sia stata regolarmente depositata e che i diritti d'autore siano stati rispettati. In caso di inottemperanza di questo obbligo, sono previste pesanti sanzioni per chi acquista, vende o scambia prodotti privi del bollino SIAE.

## Contratti
È importante sottolineare che, nella prassi, si inizia la lavorazione di un film solo dopo la stipulazione di numerosi contratti, con cui il produttore mira a prevenire eventuali controversie per disciplinare l'attività lavorativa. I contratti interessano:
- i soggetti alla legge sul diritto d'autore (regia, soggetto e sceneggiatura, musica);
- gli autori delle altre opere d'ingegno non nominate nella legge ma necessarie per la realizzazione del film (scenografia, fotografia, costumi);
- gli attori;
- produttori esecutivi ed associati;
- distribuzione e noleggio;
- e altri ancora.

## Soggetti del diritto

### Produttore
È il titolare dei diritti di utilizzazione economica nei limiti dello sfruttamento cinematografico.

Si considera, fino a prova contraria, produttore dell'opera cinematografica "chi è indicato come tale sulla pellicola
cinematografica", a seguito dell'articolo 45 della lda (Legge sul Diritto d'Autore), che appunto sostiene che spetti al produttore l'esercizio di tali diritti. I limiti previsti sono dettati dall'articolo successivo (art. 46), che esprime che il produttore non possa eseguire o proiettare elaborazioni e traduzioni senza il consenso dai coautori (indicati nell'art. 44), ossia l'autore del soggetto, l'autore della sceneggiatura, l'autore della musica ed il direttore artistico. Se il diritto di diffusione viene ceduto al produttore, gli autori riceveranno un compenso da parte degli organismi di emissione, in base all'utilizzo delle opere via etere, cavo e satellite (art.46 bis). Se l'opera è registrata presso il Pubblico Registro Cinematografico, tenuto dalla SIAE prevale quanto risulta da questa pubblicità legale.

### Coautori
Si considerano coautori dell'opera cinematografica l'autore del soggetto, l'autore della sceneggiatura, l'autore della musica ed il regista.
In realtà, chi gioca un ruolo centrale è soltanto colui che dirige e organizza, ovvero il regista. Egli viene infatti indicato dalla nostra giurisprudenza quale autore principale dell'opera cinematografica e quindi a lui spetta il diritto di pubblicare e comunicare l'opera al pubblico per dare inizio al suo sfruttamento commerciale. Sempre il regista determina il momento di compimento dell'opera (il cosiddetto diritto di final cut) e si occupa di consegnare la pellicola al produttore.
Lo scenario è cambiato nel corso del tempo. Inizialmente, la figura del regista veniva, in parte, eclissata da quella del produttore. La contrapposizione regista-produttore non è mai veramente cessata, sebbene, almeno in Europa, non esita più nulla  di paragonabile all'epoca dello studio system.
Durante l'epoca dello studio System, infatti, i produttori delle major americane potevano esercitare un'egemonia incessante, non concedendo in tal modo ai registi di avere il final cut, l'ultima parola sul montaggio dei loro film.

### Attori
Si considerano artisti interpreti ed artisti esecutori gli attori, i cantanti, i musicisti, i ballerini e le altre persone che rappresentano, cantano, recitano, declamano o eseguono - in qualunque modo - opere dell'ingegno, siano esse tutelate o di dominio pubblico.

Agli attori non vengono riconosciuti diritti sull'opera ma gli viene comunque riservato il diritto di menzione sulla pellicola cinematografica.

## I contenuti del diritto

### Diritti del produttore
Al produttore cinematografico spettano i diritti economici sull'opera, nei limiti del solo sfruttamento cinematografico della stessa.
In particolare:
- ha il diritto di vietare l'uso del videogramma se ciò danneggia i suoi interessi industriali;
- ha facoltà di apportare alle opere utilizzate nell'opera cinematografica le modifiche necessarie per il loro adattamento cinematografico.

In genere è già tutto previsto e spesso definito nei contratti, ma l'adattamento cinematografico può diventare terreno di conflitto e punto di equilibrio fra:
- il diritto del produttore a un'elaborazione non solo a fini estetici, ma anche tecnici ed economici, di soggetto, sceneggiatura e musica, circoscritto alla produzione dell'opera cinematografica;
- il diritto dei coautori all'integrità della loro opera, quando si ravvisi un pregiudizio al proprio onore o alla propria reputazione (derivanti dal formarsi nel pubblico di un errato giudizio sulla loro personalità in conseguenza di una scorretta comunicazione della loro opera).

A dirimere un eventuale disaccordo sorto in tal senso tra produttore e uno o più dei coautori, interviene un collegio di tecnici nominato dal Presidente del Consiglio dei ministri, le cui decisioni ricoprono carattere definitivo.
Inoltre:
- egli gode dei diritti connessi del produttore cinematografico, disciplinati negli artt. 78-ter[11], legge n. 633/41 e seg.;
- salvo ove definito diversamente da contratto, non gode del diritto di elaborare, trasformare o tradurre l'opera cinematografica prodotta, diritti che s'intendono in capo ai coautori della stessa.

### Diritti dei coautori

#### Diritti patrimoniali
I diritti patrimoniali sono i diritti esclusivi dell'autore di utilizzare economicamente la sua opera in ogni forma e modo, originale o derivato (art. 12 L.d.A; art. 2577 c.c.) e di percepire un compenso per ogni tipo di utilizzazione della stessa.
- Ai coautori spettano, solidalmente in modo equo[14], tutti i diritti di sfruttamento sull'opera cinematografica non espressamente riservati al produttore; inoltre, agli autori delle parti letterarie e musicali spettano i diritti di utilizzazione sul loro contributo, giacché possono disporre liberamente della loro opera ai fini di un ulteriore sfruttamento economico, purché ciò non implichi la realizzazione di altra opera cinematografica[15]; il regista, invece, non ha diritti sul proprio contributo in quanto non scindibile dall'opera complessiva.
- Gli autori hanno il diritto esclusivo di autorizzare l'esecuzione e la proiezione di elaborazioni, trasformazioni o traduzioni dell'opera.
- Se il produttore non completa l'opera cinematografica entro tre anni dalla consegna della parte letteraria o musicale, o non fa proiettare l'opera entro tre anni dal suo completamento, gli autori della parte musicale e letteraria possono disporre liberamente dell'opera.

Agli autori spetta un equo compenso irrinunciabile, nel caso in cui l'opera:
- sia proiettata pubblicamente;
- sia comunicata al pubblico via etere, via cavo o via satellite.

Il compenso è pagato rispettivamente da coloro che esercitano i diritti di sfruttamento o dagli organismi di emissione.

#### Diritti morali
Come disciplinato dall'art. 10, legge n. 633/41 i diritti morali sono esercitati in comunione da tutti i coautori.
In particolare essi hanno il diritto che il loro nome, ruolo e contributo nell'opera, vengano menzionati nella proiezione della pellicola.

### Diritti degli attori
La Legge sul Diritto d'Autore riserva una serie di articoli alla categoria degli artisti interpreti ed esecutori (attori).
Gli articoli riservati a questi collettivi si ritrovano nel Titolo II,  Capo III (Diritti degli attori, degli interpreti e degli artisti esecutori) dall'art. 80 all'art. 85-bis. 

La Legge sul Diritto d'Autore esclude gli attori dall'attribuzione del diritto d'autore ma difende gli aspetti patrimoniali e morali a tutela della personalità dell'attore.

Non si può parlare di diritto d'autore in quanto il lavoro dell'attore, pur essendo un lavoro di tipo intellettuale, è nettamente minore rispetto al lavoro dell'autore che ha creato la parte. L'opera che gli attori interpretano esiste già prima dell'interpretazione e per questo capace di vita propria.

L'art. 80 recita: si considerano artisti interpreti ed artisti esecutori gli attori, i cantanti, i musicisti, i ballerini e le altre persone che rappresentano, cantano, recitano, declamano o eseguono in qualunque modo opere dell'ingegno, siano esse tutelate o di dominio pubblico. Gli artisti interpreti e gli artisti esecutori hanno, indipendentemente dall'eventuale retribuzione loro spettante per le prestazioni artistiche dal vivo, il diritto esclusivo di:
- autorizzare la fissazione delle loro prestazioni artistiche;
- autorizzare la riproduzione diretta o indiretta, temporanea o permanente, in qualunque modo o forma, in tutto o in parte, della fissazione delle loro prestazioni artistiche;
- autorizzare la comunicazione al pubblico, in qualsivoglia forma e modo, ivi compresa la messa a disposizione del pubblico in maniera tale che ciascuno possa avervi accesso dal luogo e nel momento scelti individualmente, delle proprie prestazioni artistiche dal vivo, nonché la diffusione via etere e la comunicazione via satellite delle prestazioni artistiche dal vivo, a meno che le stesse siano rese in funzione di una loro radiodiffusione o siano già oggetto di una fissazione utilizzata per la diffusione. Se la fissazione consiste in un supporto fonografico, qualora essa sia utilizzata a scopo di lucro, è riconosciuto a favore degli interpreti o esecutori - il compenso di cui all'art. 73[20]; qualora non sia utilizzata a scopo di lucro, è riconosciuto a favore degli artisti interpreti o esecutori interessati l'equo compenso di cui all'art. 73-bis[21];
- autorizzare la messa a disposizione del pubblico in maniera tale che ciascuno possa avervi accesso dal luogo e nel momento scelti individualmente, delle fissazioni delle proprie prestazioni artistiche e delle relative riproduzioni;
- autorizzare la distribuzione delle fissazioni delle loro prestazioni artistiche. Il diritto non si esaurisce nel territorio della Comunità europea se non nel caso di prima vendita da parte del titolare del diritto o con il suo consenso in uno Stato membro;
- autorizzare il noleggio o il prestito delle fissazioni delle loro prestazioni artistiche e delle relative riproduzioni: l'artista interprete o esecutore conserva il diritto di ottenere un'equa remunerazione per il noleggio concluso dal produttore con terzi. Ogni patto contrario è nullo. In difetto di accordo da concludersi tra l'IMAIE e le associazioni sindacali competenti della confederazione degli industriali, detto compenso è stabilito con la procedura di cui all'articolo 4 del decreto legislativo luogotenenziale 20 luglio 1945, n. 440[22].

Gli attori (artisti interpreti ed esecutori) hanno il diritto di opporsi alla comunicazione al pubblico o alla riproduzione della loro recitazione o esecuzione che possa essere di pregiudizio al loro onore o alla loro reputazione (art. 81). L'attore non può essere riconosciuto coautore ma all'art. 83 gli viene riservato il diritto che il suo nome sia indicato nella comunicazione al pubblico e venga stabilmente apposto sui supporti contenenti la relativa fissazione, come ad esempio le pellicole cinematografiche.

I diritti degli artisti durano cinquant'anni a partire dall'esecuzione, rappresentazione o recitazione.

## Soggetti diversi dai coautori
Hanno, inoltre, diritto di menzione, nella proiezione dell'opera:
- l'autore della scenografia;
- l'autore dei dialoghi;
- il direttore della fotografia;
- il traduttore dei dialoghi.

Spetta un equo compenso:
- agli autori delle elaborazioni costituenti traduzione o adattamento della versione in lingua italiana dei dialoghi.
- agli artisti interpreti ed esecutori, per ogni comunicazione al pubblico dell'opera - via etere, via cavo o via satellite.

I singoli contributi, se creativi, sono tutelati dal diritto d'autore.

## Durata
I diritti di utilizzazione economica dell'opera cinematografica durano sino al termine del settantesimo anno dopo la morte dell'ultima persona sopravvissuta fra i coautori della sceneggiatura, della regia e della musica appositamente creata, la durata della vita dell'autore del soggetto, ancorché coautore dell'opera cinematografica, non rileva ai fini del computo della durata della protezione dei diritti economici; è perciò raro trovare opere di pubblico dominio, a meno che non si tratti di opere del primo decennio del '900 e i cui autori siano morti prima degli anni quaranta.

Per i singoli contributi, così come per qualsiasi opera creativa tutelata dal diritto d'autore, i diritti patrimoniali durano 70 anni dalla morte dell'autore.
I diritti morali non cadono mai in pubblico dominio, hanno durata illimitata e possono essere trasferiti post mortem solo ai congiunti dell'autore, individuati dalla legge sul diritto d'autore.
Per quanto riguarda i diritti connessi (riproduzione, distribuzione, noleggio, messa a disposizione del pubblico dell'originale e delle copie, ecc), invece, si tratta di diritti esclusivi del produttore cinematografico e la loro durata è di 50 anni dalla prima pubblicazione dell'opera.

## Opere di animazione
Il 29 dicembre 2009 la Corte di Cassazione Penale a Sezioni Unite ha rigettato l'assunto secondo il quale le opere di animazione aventi ad oggetto personaggi dei cartoni animati godrebbero di una doppia protezione: oltre a quella filmica si cumulerebbe quella stabilita per i disegni. Quindi non si sarebbe potuto far cadere in pubblico dominio un film in cui fossero stati utilizzati disegni la cui protezione non fosse ancora scaduta.

## Opera assimilata
L'opera assimilata è la cosiddetta fiction televisiva, cioè tutti quei prodotti seriali composti da più puntate che vediamo in TV.

Nella legge sul diritto d'autore vengono definite "assimilate" perché essendo analoghe alla configurazione dell'opera cinematografica (cambia solo il veicolo di fruizione), sono soggette alle stesse norme.

I detentori del diritto sono sempre quattro: soggettista, sceneggiatore, compositore e regista; mentre il produttore è il detentore dei diritti patrimoniali.

Nel caso delle opere assimilate, però, l'imputazione dei quattro autori si riferisce alla singola puntata dato che ognuno di essi può variare a seconda dell'episodio.